# Lascuta
Lascuta est une cité punique, puis romaine de la province de Bétique, qui frappe des pièces de monnaie de type libyo-phénicien.

## Localisation
Elle est située près d'Alcalá de los Gazules, sur un haut plateau entre les ruisseaux Álamo et Franja appelé Mesa del Esparragal, dominant le passage de la voie romaine qui va de Corduba à Carteia.

## Histoire
À l'époque romaine, la tour de Lascuta y est construite.
Au XIXe siècle, le bronze de Lascuta (es) y est découvert.